# マゾヒズム

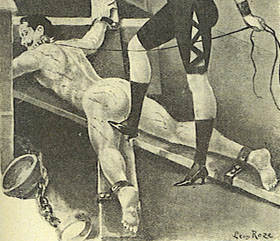
マゾヒズム

マゾヒズム（ドイツ語: Masochismus 英語: Masochism）または被虐性欲（ひぎゃくせいよく）とは、肉体的精神的苦痛を与えられたり、羞恥心や屈辱感を誘導されることによって性的快感を味わったり、そのような状況に自分が立たされることを想像することで性的興奮を得ること。以前は性的倒錯（パラフィリア）として扱われたこともある。
なお、マゾヒズムという発音・表記はドイツ語と英語の混淆したものと推測される。発音は、英語ではマソキズム、ドイツ語（Masochismus）ではマゾヒスムスに近い。

## 語源

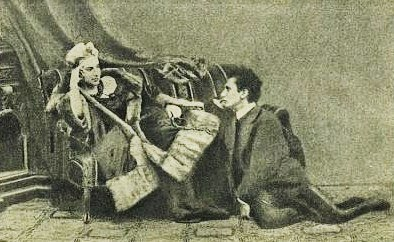
毛皮を着た愛人のファニーにひざまずくマゾッホ

『毛皮を着たヴィーナス』（Venus im Pelz）など自伝的な作品で、身体的精神的苦痛を性的快楽と捉える嗜好を表現したオーストリアの作家ザッヘル＝マゾッホの名前に由来してこう呼ばれる。1886年に著書「性の心理学」でマゾヒズムの概念を提唱したのは、クラフト＝エビングである（当時、マゾッホは存命であった）。

## マゾヒスト
マゾヒズムの嗜好を持つ人を「マゾヒスト」と呼ぶ。俗語で「マゾ」と呼ぶ（用例「マゾ男」など）が、単に「マゾ」と略すと、マゾヒストとマゾヒズムの両方の意味がある。被虐性淫乱症とも呼ぶが、多分に差別的な呼称である。
ひとりの人間がサディズムとマゾヒズムを合わせ持っている場合はサドマゾヒストと言われる。略として、サドマゾとも言う。

## マゾヒズムとは何か
マゾヒズムは個人の自我の心理的な安定機制と深く関係している。これに対し、他者から苦痛や加虐を与えられて単に喜ぶだけの心理はマゾヒズムではないとする考えがある。しかし、性的な状況においてこのような機制が働けば、性的快感や性的興奮に繋がるのであって、それは即ち性的マゾヒズムであり、自虐的な心理傾向を、性的嗜好としてのマゾヒズムと区別する方が寧ろおかしい。このような区別の背景には、マゾヒズムを先天的な気質あるいは人格の基底的趨向とする見方があるが、この考えは実証されていない。

## 精神障害としてのマゾヒズム
世界保健機関（WHO）の『疾病及び関連保健問題の国際統計分類』（ICD）においては、「ICD-10」では「サドマゾヒズム」の診断名が用いられていた。しかし、2019年の「ICD-11」からは、以前は「性嗜好障害」の下に「サドマゾヒズム」を分類していたが、「性嗜好障害」という言葉を使わずに「パラフィリア症群」という言葉を用い、「サドマゾヒズム」ではなく「強制的性サディズム症」という用語へと変更された。個人的な機能障害を伴わない社会的逸脱または葛藤だけのマゾヒズムは精神疾患に含まれない。
2013年のDSM-5では、他者からの身体的、もしくは心理的な苦痛を受けること、もしくはそれを空想することに性的興奮を反復的に感じ、それが臨床的に意味のある苦痛、または、社会的、学業的、職業的、または他の重要な領域における機能の障害を引き起こしている場合「性的マゾヒズム障害」の診断を付けることができる。
心理社会的苦痛を本人が明言せず、かつそれによって個人的な目的の追求に支障がない場合性的マゾヒズム障害の診断を付けることはできない。よって後述のBDSMは本人に心理社会的問題は発生していないので診断基準は満たさない。
窒息性愛を伴うものがあり、死亡事故につながる危険性もあるとされる。

## SMについて

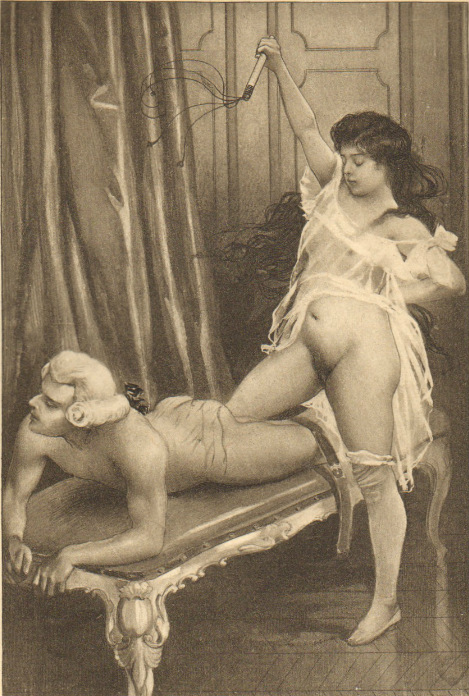
SM

マゾヒストがその性的興奮を満たそうとするとき、必ずしもパートナーとして、サディズムの人を選ぶ必要はない。人間関係の一環としての性的な交際においては、程度にもよるが、ソフトな水準のマゾヒズム嗜好を、相手がサディスティックな行為によって満たすことはそれほど不可能なことではない。また、相手にサディズムの性的関心がある場合は、ある意味で理想的なカップルだとも言える。
しかし、マゾヒストやサディストという単純な区分は、微妙な個々人のセクシュアリティのありようを表現できないのであり、失神するまで鞭で打つ、棒で殴るなどの加虐を受けて満足するマゾヒストもいれば、それは暴行、虐待に過ぎないと感じるマゾヒストもいる。相手との人間関係を配慮し、互いの嗜好についてある程度の妥協が行われる場合、そして両者のあいだの行為において満足が得られているのなら「SM」という概念が成立する。
サディズムにしろマゾヒズムにしろ、個人ごとで求めるセクシュアリティの内実の質は異なるのだという認識が重要である。これを無視して「サド男」や「マゾ女」など、先入観に基づく勝手な条件を相手に求めるとき、そんな好都合な条件に合う相手は極めて少ない、あるいはそもそも存在しないということを知ることになる。売春などで、マゾヒズム（あるいはサディズム）を売りにしている相手との行為などの場合は、相手が金銭と交換に「好都合な条件」を満たしてくれているのである。こういう形でも「SM」が成立する。
マゾヒズムである人間が同時にサディズムであるケースがあり、同じことであるが逆の場合もある。このような場合、「サドマゾヒズム」と呼ぶ。マゾヒズムの人間やサディズムの人間は必ずサドマゾヒズムなのかというと、一概には言えない。しかし、「サディズムとマゾヒズムは表裏一体である」という主張が古来よりある。「サディズム」の語源となったマルキ・ド・サドと「マゾヒズム」の語源となったザッヘル・マゾッホが両者共にサドマゾヒズム（サドは元来マゾヒズム的な嗜好を持っており、マゾッホは結婚した際、SMプレイで妻にM役を命じた）であった。
また、ドイツの社会心理学、精神分析学者であるエーリヒ・フロムは、著書「自由からの逃走」において、サディズムとマゾヒズムは本質的な部分において完全に同質な存在であり、自己実現をあきらめた人間が、他人に対して病的に従属しようとし、相手に対して歪んだ依存心を抱いてしまうとその結果発生するものであるとした。

## 快楽
縄で吊るされる、鞭で打たれる、といったハードなSM行為はかなりの疲労と興奮をもたらす。そのため脳内麻薬物質の分泌が盛んになり、いわゆる「ハイ」な状態が起こる。これが、マゾヒストの快感の源だとする説がある。他方、行為がなくとも、状況を想像するだけで陶酔があり、快感が得られるという人も存在する。
BDSM一般に言えることであるが、マゾヒズムにおいてもサディズムにおいても、心理的な補償や、カタルシスの効果が背景に多く存在する。発達課程におけるインプリンティングや学習、文化的・社会的な自己の存在主張（現存在の意味充足）などの実存的なプロセスもあり、人間における自由と束縛をめぐる心理複合の所産とも言える。マゾヒズムの場合は、とりわけ複雑な現存在のありようが背景にあると考えられる。

## 派生語
- 通常マゾヒズム・マゾヒストともに「M」と略す。対義語はサディズム（S）。
- 極端にマゾヒスト的な性格の人間（またはそのような振る舞いや考え）を指す言葉として「ドM」という俗語が用いられている。ダウンタウンの松本人志は、自分が作った言葉であると主張している[3]。